# Schieß-Weltmeisterschaften 2014
Die 51. Schieß-Weltmeisterschaften 2014 fanden vom 6. bis 20. September 2014 in der spanischen Stadt Granada statt.
Insgesamt wurden 102 Disziplinen ausgetragen. Die Weltmeisterschaften waren zugleich Hauptqualifikationswettkämpfe für die Schießsportwettbewerbe bei den Olympischen Sommerspielen 2016 in Rio de Janeiro.

## Ergebnisse Erwachsene

### Männer

#### Gewehr
| Wettbewerb                                            | Gold                                                 | Gold | Silber                                                              | Silber | Bronze                                                              | Bronze |
| ----------------------------------------------------- | ---------------------------------------------------- | ---- | ------------------------------------------------------------------- | ------ | ------------------------------------------------------------------- | ------ |
| 10 m Luftgewehr                                       | Yang Haoran                                          |      | Nasar Luginez                                                       |        | Wital Bubnowitsch                                                   |        |
| 10 m Luftgewehr Mannschaft                            | Volksrepublik ChinaYang Haoran Liu Tianyou Cao Yifei |      | RusslandSergei Kruglow Nasar Luginez Denis Sokolow                  |        | BelarusWital Bubnowitsch Ilja Tscharhejka Juryj Schtscharbazewitsch |        |
| 50 m Kleinkalibergewehr liegend                       | Warren Potent                                        |      | Daniel Brodmeier                                                    |        | Juryj Schtscharbazewitsch                                           |        |
| 50 m Kleinkalibergewehr liegend Mannschaft            | Volksrepublik ChinaLan Xing Zhao Shengbo Liu Gang    |      | BelarusSjarhej Martynau Juryj Schtscharbazewitsch Wital Bubnowitsch |        | SerbienStevan Pletikosić Milenko Sebić Nemanja Mirosavljev          |        |
| 50 m Kleinkalibergewehr Dreistellungskampf            | Zhu Qinan                                            |      | Sergei Kamenski                                                     |        | Wital Bubnowitsch                                                   |        |
| 50 m Kleinkalibergewehr Dreistellungskampf Mannschaft | Volksrepublik ChinaCao Yifei Zhu Qinan Kang Hongwei  |      | NorwegenOle Magnus Bakken Are Hansen Ole-Kristian Bryhn             |        | RusslandNasar Luginez Sergei Kamenski Fjodor Wlassow                |        |

#### Pistole
| Wettbewerb                          | Gold                                                     | Gold | Silber                                               | Silber | Bronze                                                               | Bronze |
| ----------------------------------- | -------------------------------------------------------- | ---- | ---------------------------------------------------- | ------ | -------------------------------------------------------------------- | ------ |
| 10 m Luftpistole                    | Jin Jong-oh                                              |      | Yusuf Dikeç                                          |        | Wladimir Gontscharow                                                 |        |
| 10 m Luftpistole Mannschaft         | Volksrepublik ChinaPang Wei Pu Qifeng Wang Zhiwei        |      | SüdkoreaJin Jong-oh Kim Cheong-yong Lee Dae-myung    |        | RusslandWladimir Gontscharow Wladimir Issakow Sergei Tscherwjakowski |        |
| 25 m Zentralfeuerpistole            | Yusuf Dikeç                                              |      | Oleksandr Petriw                                     |        | Tomáš Těhan                                                          |        |
| 25 m Zentralfeuerpistole Mannschaft | UkraineOleksandr Petriw Roman Bondaruk Pawlo Korostyljow |      | RusslandLeonid Jekimow Alexei Klimow Anton Gurjanow  |        | BrasilienEmerson Duarte Júlio Almeida José Carlos Batista            |        |
| 25 m Schnellfeuerpistole            | Kim Jun-hong                                             |      | Oliver Geis                                          |        | Li Yuehong                                                           |        |
| 25 m Schnellfeuerpistole Mannschaft | DeutschlandChristian Reitz Oliver Geis Aaron Sauter      |      | TschechienMartin Strnad Martin Podhráský Tomáš Těhan |        | RusslandAlexander Alifirenko Leonid Jekimow Alexei Klimow            |        |
| 25 m Standardpistole                | Yusuf Dikeç                                              |      | João Costa                                           |        | Christian Reitz                                                      |        |
| 25 m Standardpistole Mannschaft     | UkrainePawlo Korostyljow Roman Bondaruk Oleksandr Petriw |      | Volksrepublik ChinaJin Yongde Li Chuanlin Ding Feng  |        | TürkeiYusuf Dikeç Fatih Kavruk Murat Kilinc                          |        |
| 50 m Freie Pistole                  | Jin Jong-oh                                              |      | Jitu Rai                                             |        | Pang Wei                                                             |        |
| 50 m Freie Pistole Mannschaft       | Volksrepublik ChinaWang Zhiwei Pang Wei Pu Qifeng        |      | SüdkoreaLee Dae-myung Jin Jong-oh Choi Young-rae     |        | NordkoreaKim Jong-su Kim Song-guk Kwon Tong-hyok                     |        |

#### Laufende Scheibe
| Wettbewerb                             | Gold                                                   | Gold | Silber                                            | Silber | Bronze                                    | Bronze |
| -------------------------------------- | ------------------------------------------------------ | ---- | ------------------------------------------------- | ------ | ----------------------------------------- | ------ |
| 10 m laufende Scheibe                  | Emil Martinsson                                        |      | Zhai Yujia                                        |        | Dmitri Romanow                            |        |
| 10 m laufende Scheibe Mannschaft       | RusslandDmitri Romanow Maxim Stepanow Alexander Iwanow |      | Volksrepublik ChinaZhai Yujia Xie Durun Zhang Jie |        | UngarnLászló Boros József Sike Tamás Tasi |        |
| 10 m laufende Scheibe Mixed            | Zhai Yujia                                             |      | Emil Martinsson                                   |        | Dmitri Romanow                            |        |
| 50 m laufende Scheibe Mixed Mannschaft | RusslandDmitri Romanow Maxim Stepanow Alexander Iwanow |      | Volksrepublik ChinaZhai Yujia Xie Durun Zhang Jie |        | UngarnLászló Boros József Sike Tamás Tasi |        |

#### Wurftauben
| Wettbewerb            | Gold                                                       | Gold | Silber                                                              | Silber | Bronze                                                | Bronze |
| --------------------- | ---------------------------------------------------------- | ---- | ------------------------------------------------------------------- | ------ | ----------------------------------------------------- | ------ |
| Skeet                 | Alexander Semlin                                           |      | Anthony Terras                                                      |        | Azmy Mehelba                                          |        |
| Skeet Mannschaft      | ItalienLuigi Lodde Riccardo Filippelli Tammaro Cassandro   |      | Vereinigte StaatenVincent Hancock Frank Thompson Dustin David Perry |        | FrankreichAnthony Terras Éric Delaunay Emmanuel Petit |        |
| Trap                  | Erik Varga                                                 |      | Edward Ling                                                         |        | Giovanni Pellielo                                     |        |
| Trap Mannschaft       | ItalienGiovanni Pellielo Valerio Grazini Massimo Fabbrizi  |      | KuwaitFehaid al-Deehani Talal al-Rashidi Abdulrahman al-Faihan      |        | TschechienJiří Lipták David Kostelecký Robin Daněk    |        |
| Doppeltrap            | Joshua Richmond                                            |      | Antonino Barillà                                                    |        | Steven Scott                                          |        |
| Doppeltrap Mannschaft | ItalienAntonino Barillà Daniele Di Spigno Davide Gasparini |      | Vereinigte StaatenJoshua Richmond Jeffrey Holguin Walton Eller      |        | Volksrepublik ChinaHu Binyuan Mo Junjie Li Jun        |        |

### Frauen

#### Gewehr
| Wettbewerb                                            | Gold                                                        | Gold | Silber                                                | Silber | Bronze                                                    | Bronze |
| ----------------------------------------------------- | ----------------------------------------------------------- | ---- | ----------------------------------------------------- | ------ | --------------------------------------------------------- | ------ |
| 10 m Luftgewehr                                       | Petra Zublasing                                             |      | Yi Siling                                             |        | Sonja Pfeilschifter                                       |        |
| 10 m Luftgewehr Mannschaft                            | DeutschlandBarbara Engleder Sonja Pfeilschifter Lisa Müller |      | Volksrepublik ChinaYi Siling Zhang Binbin Wu Liuxi    |        | SerbienAndrea Arsović Ivana Maksimović Katarina Biserčić  |        |
| 50 m Kleinkalibergewehr liegend                       | Beate Gauß                                                  |      | Chen Dongqi                                           |        | Esmari van Reenen                                         |        |
| 50 m Kleinkalibergewehr liegend Mannschaft            | DeutschlandBeate Gauß Barbara Engleder Isabella Straub      |      | Volksrepublik ChinaChen Dongqi Chang Jing Yi Siling   |        | UkraineNatalija Kalnysch Lessja Leskiw Olha Holubtschenko |        |
| 50 m Kleinkalibergewehr Dreistellungskampf            | Beate Gauß                                                  |      | Snježana Pejčić                                       |        | Malin Westerheim                                          |        |
| 50 m Kleinkalibergewehr Dreistellungskampf Mannschaft | DeutschlandBeate Gauß Barbara Engleder Eva Rösken           |      | Volksrepublik ChinaChen Dongqi Zhao Huixin Chang Jing |        | SüdkoreaJeong Mi-ra Kim Seo-la Seo Young-yoo              |        |

#### Pistole
| Wettbewerb                          | Gold                                                   | Gold | Silber                                                                 | Silber | Bronze                                              | Bronze |
| ----------------------------------- | ------------------------------------------------------ | ---- | ---------------------------------------------------------------------- | ------ | --------------------------------------------------- | ------ |
| 10 m Luftpistole                    | Jung Jee-hae                                           |      | Olena Kostewytsch                                                      |        | Wu Chia-ying                                        |        |
| 10 m Luftpistole Mannschaft         | SerbienJasna Šekarić Bobana Veličković Zorana Arunović |      | Volksrepublik ChinaGuo Wenjun Zhang Mengyuan Zhou Qingyuan             |        | UngarnRenáta Tobai-Sike Zsófia Csonka Adrienn Nemes |        |
| 25 m Zentralfeuerpistole            | Zhang Jingjing                                         |      | Kim Jang-mi                                                            |        | Renáta Tobai-Sike                                   |        |
| 25 m Zentralfeuerpistole Mannschaft | Volksrepublik ChinaZhang Jingjing Chen Ying Qian Wei   |      | MongoleiMunkzul Tsogbadrah Otryadyn Gündegmaa Bayartsetseg Tumurchudur |        | SüdkoreaKim Jang-mi Hye Jung-kwak Lee Jung-eun      |        |

#### Laufende Scheibe
| Wettbewerb                             | Gold                                          | Gold | Silber                                                 | Silber | Bronze                                                         | Bronze |
| -------------------------------------- | --------------------------------------------- | ---- | ------------------------------------------------------ | ------ | -------------------------------------------------------------- | ------ |
| 10 m laufende Scheibe                  | Julija Eidenson                               |      | Wiktorija Rybowalowa                                   |        | Olga Stepanowa                                                 |        |
| 10 m laufende Scheibe Mannschaft       | Volksrepublik ChinaLi Xue Yan Li Su Yang Zeng |      | RusslandJulija Eidenson Olga Stepanowa Irina Ismalkowa |        | UkraineWiktorija Rybowalowa Halyna Awramenko Kateryna Samohina |        |
| 10 m laufende Scheibe Mixed            | Li Su                                         |      | Yang Zeng                                              |        | Halyna Awramenko                                               |        |
| 10 m laufende Scheibe Mixed Mannschaft | Volksrepublik ChinaLi Xue Yan Li Su Yang Zeng |      | RusslandJulija Eidenson Olga Stepanowa Irina Ismalkowa |        | UkraineWiktorija Rybowalowa Halyna Awramenko Kateryna Samohina |        |

#### Wurftauben
| Wettbewerb       | Gold                                                     | Gold | Silber                                                    | Silber | Bronze                                                  | Bronze |
| ---------------- | -------------------------------------------------------- | ---- | --------------------------------------------------------- | ------ | ------------------------------------------------------- | ------ |
| Skeet            | Brandy Drozd                                             |      | Elena Allen                                               |        | Danka Barteková                                         |        |
| Skeet Mannschaft | Vereinigtes KönigreichElena Allen Amber Hill Sarah Gray  |      | SlowakeiDanka Barteková Andrea Stranovská Monika Štibravá |        | Vereinigte StaatenBrandy Drozd Kim Rhode Haley Dunn     |        |
| Trap             | Katrin Quooß                                             |      | Fátima Gálvez                                             |        | Catherine Skinner                                       |        |
| Trap Mannschaft  | DeutschlandKatrin Quooß Jana Beckmann Christiane Göhring |      | ItalienDeborah Gelisio Jessica Rossi Silvana Stanco       |        | SpanienFátima Gálvez Eva Maria Clemente María Quintanal |        |

## Ergebnisse Junioren und Juniorinnen

### Junioren

#### Gewehr
| Wettbewerb                                            | Gold                                                    | Gold   | Silber                                                   | Silber | Bronze                                                                | Bronze |
| ----------------------------------------------------- | ------------------------------------------------------- | ------ | -------------------------------------------------------- | ------ | --------------------------------------------------------------------- | ------ |
| 10 m Luftgewehr                                       | Vladimir Masliennikov                                   | 206,8  | Hraczik Babajan                                          | 205,7  | Ievgienij Panczenko                                                   | 185,3  |
| 10 m Luftgewehr Mannschaft                            | FrankreichLorenzo Buffard Alexis Raynaud Brian Baudouin | 1869,6 | Volksrepublik ChinaWang Ce Wu Peng Zhao Zhonghao         | 1867,2 | RusslandIevgienij Iszczenko Vladimir Masliennikov Ievgienij Panczenko | 1866,7 |
| 50 m Kleinkalibergewehr liegend                       | Christoph Kaulich                                       | 207,6  | Alexis Raynaud                                           | 207,6  | Marcin Majka                                                          | 185,6  |
| 50 m Kleinkalibergewehr liegend Mannschaft            | DeutschlandChristoph Kaulich André Link Mario Nittel    | 1856,6 | FrankreichAlexis Raynaud Emilien Chassat Brian Baudouin  | 1855,8 | RusslandIevgienij Iszczenko Ievgienij Panczenko Ilia Goloviznin       | 1847,0 |
| 50 m Kleinkalibergewehr Dreistellungskampf            | Andre Link                                              | 456,1  | Alexis Raynaud                                           | 455,7  | Gernot Rumpler                                                        | 443,9  |
| 50 m Kleinkalibergewehr Dreistellungskampf Mannschaft | FrankreichAlexis Raynaud Emilien Chassat Brian Baudouin | 3498   | DeutschlandAndré Link Johannes Früh Maximilian Dallinger | 3483   | SchweizChristoph Dürr Manuel Lüscher Patrick Hunold                   | 3478   |

#### Pistole
| Wettbewerb                          | Gold                                                           | Gold  | Silber                                                        | Silber | Bronze                                                                | Bronze |
| ----------------------------------- | -------------------------------------------------------------- | ----- | ------------------------------------------------------------- | ------ | --------------------------------------------------------------------- | ------ |
| 10 m Luftpistole                    | Alexander Kindig                                               | 199,1 | Choe Bo-ram                                                   | 198,7  | Lauris Strautmanis                                                    | 177,8  |
| 10 m Luftpistole Mannschaft         | LettlandLauris Strautmanis Emils Vasermanis Kristaps Smilga    | 1718  | Volksrepublik ChinaQian Fangheng Zhang Bowen Wu Jiayu         | 1714   | SüdkoreaChoe Bo-ram Kang Tae-young Choi Su-yeol                       | 1710   |
| 25 m Schnellfeuerpistole            | Jean Quiquampoix                                               | 28    | Aleksandr Marczev                                             | 25     | Park Jung-woo                                                         | 21     |
| 25 m Schnellfeuerpistole Mannschaft | Volksrepublik ChinaZhang Tianshuai Wang Xinyu Cao Heyuan       | 1719  | SüdkoreaPark Jung-woo Kim Sei-jun Lee Kyung-won               | 1701   | RusslandAleksandr Marczev Vladislav Czudotvorov Viaczeslav Pierelygin | 1684   |
| 25 m Sportpistole                   | Alexander Chichkov                                             | 587   | Dario DiMartino                                               | 579    | Jang Ji Won                                                           | 578    |
| 25 m Sportpistole Mannschaft        | Volksrepublik ChinaZhang Tianshuai Wang Xinyu Cao Heyuan       | 1717  | FrankreichVincent Polo Jean Quiquampoix Antoine Adamus        | 1717   | RusslandAndrey Poczepko Viaczeslav Pierelygin Aleksandr Marczev       | 1710   |
| 25 m Standardpistole                | Alexander Chichkov                                             | 563   | Dario Di Martino                                              | 561    | Pardeep Pardeep                                                       | 561    |
| 25 m Standardpistole Mannschaft     | MongoleiGanbaatar Bujanbaatar Ojun Tuguldur Szirgal Bujandzaja | 1660  | SchweizAndreas Riedener Frederik Zurschmiede Simon Liesch     | 1651   | Volksrepublik ChinaZhang Tianshuai Wang Xinyu Cao Heyuan              | 1650   |
| 50 m Freie Pistole                  | Andrey Poczepko                                                | 193,6 | Dario Di Martino                                              | 190,1  | Zhang Bowen                                                           | 169,7  |
| 50 m Freie Pistole Mannschaft       | Volksrepublik ChinaWu Jiayu Zhang Bowen Zhang Hao              | 1631  | RusslandAndrey Poczepko Aleksandr Bassariev Ievgienij Borovoy | 1628   | SüdkoreaChoi Su-yeol Choe Bo-ram Kang Tae-young                       | 1608   |

#### Laufende Scheibe
| Wettbewerb                             | Gold                                                    | Gold | Silber                                                        | Silber | Bronze                                                       | Bronze |
| -------------------------------------- | ------------------------------------------------------- | ---- | ------------------------------------------------------------- | ------ | ------------------------------------------------------------ | ------ |
| 10 m laufende Scheibe                  | Jani Sister                                             | 6    | Mika Kinisjarvi                                               | 4      | Razmik Minasian                                              | 6      |
| 10 m laufende Scheibe Mannschaft       | FinnlandJani Suoranta Mika Kinisjarvi Heikki Lahdekorpi | 1678 | RusslandArsieniy Czefonov Jaroslav Kliepikov Dmitrij Szagalin | 1633   | ArmenienRazmik Minasian Szant Sarksjan Howhannes Chaczatrian | 1619   |
| 10 m laufende Scheibe Mixed            | Heikki Lahdecorps                                       | 377  | Jani Sister                                                   | 375    | Dmitry Szagalin                                              | 373    |
| 10 m laufende Scheibe Mixed Mannschaft | FinnlandJani Suoranta Mika Kinisjarvi Heikki Lahdekorpi | 1121 | RusslandArsieniy Czefonov Valerij Davydov Dmitrij Szagalin    | 1071   | ArmenienRazmik Minasian Szant Sarksjan Howhannes Chaczatrian | 1062   |
| 50 m laufende Scheibe                  | Mika Kinisjarvi                                         | 581  | Jesper Nyberg                                                 | 580    | Heikki Lahdecorps                                            | 576    |
| 50 m laufende Scheibe Mixed            | Mika Kinisjarvi                                         | 392  | Heikki Lahdecorps                                             | 390    | Benoit Germain                                               | 388    |

#### Wurftauben
| Wettbewerb            | Gold                                                            | Gold | Silber                                                          | Silber | Bronze                                                              | Bronze |
| --------------------- | --------------------------------------------------------------- | ---- | --------------------------------------------------------------- | ------ | ------------------------------------------------------------------- | ------ |
| Skeet                 | Gabriel Rossetti                                                | 15   | Stephen Nikolaidis                                              | 13     | Phillip Jungman                                                     | 15     |
| Skeet Mannschaft      | ItalienGabriel Rossetti Christian Benet Domenico Simeone        | 348  | Vereinigte StaatenPhillip Jungman Luis Gloria Christian Elliott | 346    | Vereinigtes KönigreichBen Llewellin Jack Fairclough Stanley Boughan | 344    |
| Trap                  | Ian O’Sullivan                                                  | 13   | Jack Wallace                                                    | 11     | Nathan Hales                                                        | 12     |
| Trap Mannschaft       | ItalienAndrea Boeri Alberto Belluzzo Luca Miotto                | 357  | Vereinigtes KönigreichJack Wilkinson Nathan Hales Greg Trowell  | 356    | TschechienJosef Navratil Pavel Vanek Vladimir Stepan                |        |
| Doppeltrap            | Andrew Bishops                                                  | 29   | Ian Rupert                                                      | 28     | Anton Sliepuszkin                                                   | 28     |
| Doppeltrap Mannschaft | RusslandAnton Sliepuszkin Kiril Fokiejev Viaczeslav Juchimienko | 395  | ItalienAndrea Vescovi Ignazio Tronca Jacopo Dupre de Foresta    | 393    | Vereinigte StaatenIan Rupert Dale Royer Christian Wilkoski          | 391    |

### Juniorinnen

#### Gewehr
| Wettbewerb                                            | Gold                                                          | Gold   | Silber                                                | Silber | Bronze                                                | Bronze |
| ----------------------------------------------------- | ------------------------------------------------------------- | ------ | ----------------------------------------------------- | ------ | ----------------------------------------------------- | ------ |
| 10 m Luftgewehr                                       | Sarah Hornung                                                 | 207,2  | Martina Ziviani                                       | 207,1  | Selina Gschwandtner                                   | 185,0  |
| 10 m Luftgewehr Mannschaft                            | DeutschlandSelina Gschwandtner Nina Kreutzer Charleen Bänisch | 1246,5 | IranNajmeh Khedmati Fatemeh Karamzadeh Solmaz Nagiloo | 1244,3 | SchweizSarah Hornung Vanessa Hofstetter Nina Christen | 1243,2 |
| 50 m Kleinkalibergewehr liegend                       | Ines Niewada                                                  | 624    | Pei Ruijiao                                           | 624    | Katherine Bridges                                     | 622    |
| 50 m Kleinkalibergewehr liegend Mannschaft            | NorwegenJenny Vatne Sina Busk Karoline Hansen                 | 1855,5 | SchweizMarina Bösiger Ladina Feuz Renate Peters       | 1851,1 | Volksrepublik ChinaPei Ruijiao Qiu Yehan Gao Chang    | 1850,0 |
| 50 m Kleinkalibergewehr Dreistellungskampf            | Pei Ruijiao                                                   | 455,8  | Nina Christen                                         | 453,8  | Selina Gschwandtner                                   | 443,2  |
| 50 m Kleinkalibergewehr Dreistellungskampf Mannschaft | DeutschlandSelina Gschwandtner Nina Kreutzer Jolyn Beer       | 1736   | SchweizMarina Bösiger Ladina Feuz Renate Peters       | 1851,1 | Volksrepublik ChinaPei Ruijiao Qiu Yehan Gao Chang    | 1850,0 |

#### Pistole
| Wettbewerb                   | Gold                                               | Gold  | Silber                                                        | Silber | Bronze                                                          | Bronze |
| ---------------------------- | -------------------------------------------------- | ----- | ------------------------------------------------------------- | ------ | --------------------------------------------------------------- | ------ |
| 10 m Luftpistole             | Lin Yuemei                                         | 199,8 | Vitalina Bacaraszkina                                         | 198,2  | Anna Korakakī                                                   | 178,0  |
| 10 m Luftpistole Mannschaft  | PolenKlaudia Breś Regina Rizwanowa Agata Nowak     | 1134  | RusslandVitalina Bacaraszkina Daria Lopatina Regina Rizvanova | 1134   | Volksrepublik ChinaBai Xue Lin Yuemei Cao Lijia                 | 1132   |
| 25 m Sportpistole            | Mathilde Lamolle                                   | 7     | Lin Yuemei                                                    | 1      | Lidija Nentschewa                                               | 7      |
| 25 m Sportpistole Mannschaft | Volksrepublik ChinaLin Yuemei Cao Lijia Sun Kejing | 1722  | FrankreichMathilde Lamolle Fanny Batier Alisson Gallien       | 1713   | RusslandVitalina Bacaraszkina Natalia Ordina Irina Serebrianska | 1710   |

#### Laufende Scheibe
| Wettbewerb                  | Gold           | Gold | Silber        | Silber | Bronze           | Bronze |
| --------------------------- | -------------- | ---- | ------------- | ------ | ---------------- | ------ |
| 10 m laufende Scheibe       | Veronika Major | 6    | Lilit Mkrcian | 2      | Florence Louis   | 7      |
| 10 m laufende Scheibe Mixed | Veronika Major | 368  | Saaida Taaeeb | 353    | Nadiezda Gusieva | 342    |

#### Wurftauben
| Wettbewerb       | Gold                                                       | Gold | Silber                                                 | Silber | Bronze                                                        | Bronze |
| ---------------- | ---------------------------------------------------------- | ---- | ------------------------------------------------------ | ------ | ------------------------------------------------------------- | ------ |
| Skeet            | Dania Vizzi                                                | 13   | Katrin Wieslhuber                                      | 12     | Barbora Šumová                                                | 13     |
| Skeet Mannschaft | Vereinigte StaatenDania Vizzi Sydney Carson Hannah Houston | 204  | TschechienBarbora Šumová Jitka Peskova Radka Mančíková | 193    | Volksrepublik ChinaYu Tianyuan Che Yufei Liu Huan             | 188    |
| Trap             | Julia Tugolukova                                           | 13   | Valeria Raffaelli                                      | 13     | Serdağ Kandıra                                                | 14     |
| Trap Mannschaft  | ItalienLisa Marzo Valeria Raffaelli Alessia Iezzi          | 211  | Volksrepublik ChinaJiang Lifang Deng Weiyun Liu Hui    | 196    | RusslandJulia Tugolukova Jekatierina Subbotina Zoja Chochlowa | 192    |

## Medaillenspiegel
| Platz  | Land                   | Gold | Silber | Bronze | Gesamt |
| ------ | ---------------------- | ---- | ------ | ------ | ------ |
| 01     | China                  | 19   | 16     | 9      | 44     |
| 02     | Deutschland            | 15   | 6      | 4      | 25     |
| 03     | Russland               | 9    | 13     | 18     | 40     |
| 04     | Italien                | 9    | 8      | 1      | 18     |
| 05     | Frankreich             | 7    | 8      | 6      | 21     |
| 06     | Vereinigte Staaten     | 6    | 5      | 6      | 17     |
| 07     | Finnland               | 6    | 4      | 1      | 11     |
| 08     | Südkorea               | 4    | 5      | 5      | 14     |
| 09     | Norwegen               | 4    | 2      | 3      | 9      |
| 10     | Polen                  | 4    | —      | 1      | 5      |
| 11     | Schweden               | 3    | 6      | 1      | 10     |
| 12     | Schweiz                | 2    | 6      | 3      | 11     |
| 13     | Ukraine                | 2    | 3      | 4      | 9      |
| 14     | Türkei                 | 2    | 1      | 2      | 5      |
| 15     | Ungarn                 | 2    | —      | 5      | 7      |
| 16     | Vereinigtes Königreich | 1    | 3      | 3      | 7      |
| 17     | Australien             | 1    | 1      | 1      | 3      |
| 17     | Slowakei               | 1    | 1      | 1      | 3      |
| 19     | Mongolei               | 1    | 1      | —      | 2      |
| 20     | Serbien                | 1    | —      | 2      | 3      |
| 21     | Lettland               | 1    | —      | 1      | 2      |
| 22     | Dänemark               | 1    | —      | —      | 1      |
| 22     | Irland                 | 1    | —      | —      | 1      |
| 24     | Tschechien             | —    | 2      | 5      | 7      |
| 25     | Armenien               | —    | 2      | 3      | 5      |
| 26     | Belarus                | —    | 1      | 4      | 5      |
| 27     | Spanien                | —    | 1      | 1      | 2      |
| 27     | Indien                 | —    | 1      | 1      | 2      |
| 29     | Kroatien               | —    | 1      | —      | 1      |
| 29     | Zypern                 | —    | 1      | —      | 1      |
| 29     | Iran                   | —    | 1      | —      | 1      |
| 29     | Katar                  | —    | 1      | —      | 1      |
| 29     | Kuwait                 | —    | 1      | —      | 1      |
| 29     | Portugal               | —    | 1      | —      | 1      |
| 35     | Estland                | —    | —      | 2      | 2      |
| 35     | Nordkorea              | —    | —      | 2      | 2      |
| 37     | Österreich             | —    | —      | 1      | 1      |
| 37     | Brasilien              | —    | —      | 1      | 1      |
| 37     | Bulgarien              | —    | —      | 1      | 1      |
| 37     | Taiwan                 | —    | —      | 1      | 1      |
| 37     | Ägypten                | —    | —      | 1      | 1      |
| 37     | Griechenland           | —    | —      | 1      | 1      |
| 37     | Südafrika              | —    | —      | 1      | 1      |
| Gesamt | Gesamt                 | 102  | 102    | 102    | 306    |